# Phần tử hút
Trong toán học, phần tử hút (hoặc phần tử triệt tiêu, hoặc là phần tử hấp thụ) là một loại phần tử đặc biệt trong tập được định nghĩa cùng một phép toán hai ngôi trên tập đó. Kết quả của việc hợp phần tử hút với phần tử bất kỳ trong tập hợp dưới phép toán hai ngôi là chính phần tử đó. Trong lý thuyết nửa nhóm, phần tử hút còn được gọi là phần tử không bởi không thể nào nhầm với các thuật ngữ khác của không.

## Định nghĩa
Gọi (S, •) là tập hợp S cùng phép toán hai ngôi đóng • trên đó (hay còn được gọi là magma). phần tử hút là phần tử z sao cho với mọi s thuộc S, z • s = s • z = z. Từ đây ta có hai định nghĩa: phần tử hút trái là các phần tử chỉ yêu cầu z • s = z, và phần tử hút phải là các phần tử chỉ yêu cầu s • z = z.
Phần tử hút có ý nghĩa quan trọng trong lý thuyết nửa nhóm, đặc biệt là trong nửa nhóm nhân của nửa vành. Trong trường hợp nửa vành cùng 0, định nghĩa của phần tử hút đôi khi được cho phép bỏ qua 0, nếu không thì 0 sẽ là phần tử hút duy nhất.

## Các tính chất
- Nếu magma có cả phần tử hút trái z và phần tử hút phải z′, thì nó có phần tử hút, bởi z = z • z′ = z′.
- Mỗi magma chỉ có tối đa một phần hút.

## Các ví dụ
- Ví dụ cơ bản nhất của phần tử hút đến từ đại số cơ bản, trong đó mọi số nhân với 0 thì đều bằng 0. Do đó số 0 là phần tử hút.
- Phần tử không của vành là phần tử hút. Cho r thuộc vành R, {\displaystyle r0=r(0+0)=r0+r0}, nên {\displaystyle 0=r0}, bởi phần tử không là phần tử a duy nhất sao cho {\displaystyle r=r-a} với bất kỳ r thuộc vành R. Tính chất này cũng đúng cho cấu trúc rng bởi trong đó chỉ không yêu cầu phần tử đơn vị.
- Số học dấu phẩy động được định nghĩa theo tiêu chuẩn IEEE-754 chứa giá trị đặc biệt được gọi là Not-a-Number ("NaN", hay không phải là số). Nó là phần tử hút của mọi phép toán, nghĩa là x + NaN = NaN + x = NaN, x − NaN = NaN − x = NaN, vv...
- Tập của các phép toán hai ngôi trên tập X cùng với phép hợp quan hệ tạo thành một monoid cùng phần tử không, trong đó phần tử không là quan hệ rỗng (tập rỗng).
- Các ví dụ khác:

| Miền                                    | Phép toán | Phép toán          | Phần tử hút | Phần tử hút          |
| --------------------------------------- | --------- | ------------------ | ----------- | -------------------- |
| Số thực                                 | ⋅         | Phép nhân          | 0           |                      |
| Số nguyên                               |           | Ước chung lớn nhất | 1           |                      |
| Ma trận vuông {\displaystyle n\times n} |           | Phép nhân ma trận  |             | Ma trận các số không |
| Đường số thực mở rộng                   |           | Minimum/infimum    | −∞          |                      |
| Đường số thực mở rộng                   |           | Maximum/supremum   | +∞          |                      |
| Các Set                                 | ∩         | Phép giao          | ∅           | Tập hợp rỗng         |
| Các tập con của tập M                   | ∪         | Phép hợp           | M           |                      |
| Đại số Boole                            | ∧         | Phép và            | ⊥           | Sai                  |
| Đại số Boole                            | ∨         | Phép hoặc          | ⊤           | Đúng                 |